# Codi d'Umar
El Codi d'Úmar, també conegut com a Pacte d'Úmar o Tractat d'Úmar (àrab: عهد عمر, ʿAhd ʿUmar, ‘Tractat d'Úmar’; àrab: عقد عمر, ʿAqd ʿUmar, ‘Acord d'Úmar’) o com a Lleis d'Úmar (àrab: شروط عمر, Xurūṭ ʿUmar, ‘Condicions d'Úmar’) és un tractat apòcrif entre els musulmans i els cristians de Síria, Mesopotàmia o Jerusalem que més tard obtindria rang canònic en la jurisprudència islàmica. Especificava drets i restriccions per als dhimmís, és a dir per als no musulmans que vivien sota un govern islàmic.
Hi ha diverses versions del pacte, que difereixen tant en estructura com en les estipulacions. Encara que el pacte s'atribuí tradicionalment al segon califa ortodox, Úmar ibn al-Khattab, altres juristes i orientalistes han qüestionat aquesta atribució, atribuint la seva paternitat als mújtahids (erudits islàmics) del segle ix o al califa Úmar II, de la dinastia omeia.
Cal no confondre aquest tractat amb la Garantia de seguretat d'Úmar als habitants d'Èlia, coneguda com al-Uhda al-Umariyya.
En general, el pacte conté una llista de drets i restriccions per als dhimmís o no musulmans en territori islàmic. Si els respectaven, els no musulmans obtenien seguretat per a les seves persones, les seves famílies i les seves possessions. El codi no exclou la possibilitat d'aplicar altres drets i estipulacions. Segons Ibn Taymiyya, un dels juristes que van acceptar l'autenticitat del pacte, els dhimmís tenien dret a «alliberar-se del Pacte d'Úmar i a reclamar el mateix estatus que els musulmans, si s'inscrivien a l'exèrcit de l'estat i lluitaven al costat dels musulmans en la batalla.»

## Origen i autenticitat
Segons Abu-Munxar, l'origen històric del document podria estar en un acord fet entre els conqueridors musulmans i els cristians de la Jazira o de Damasc. Posteriorment s'hauria estès als dhimmís d'altres contrades. Aquest autor també afirma que «les condicions humiliants enumerades en l'anomenat Pacte d'Úmar són totalment alienes a la mentalitat, els pensaments i les pràctiques d'aquest califa […] Les deficiències [en la integritat textual] recolzen la controvèrsia que Úmar no va ser l'origen del document.»
Alguns historiadors occidentals suggereixen que el document estava basat en la Garantia d'Úmar, acordada entre Úmar ibn al-Khattab i Sofroni, patriarca de Jerusalem, després que els musulmans capturessin Jerusalem durant el primer Califat (637). Altres autors creuen que el document fou obra dels mújtahids del segle ix o que va ser creat durant el califat de l'omeia Úmar II (717-720), amb clàusules que s'haurien afegit més tard. També hi ha opinions que conclouen que el document pot haver estat originat en el context de la immediata conquesta, però que va ser depurat pels historiadors posteriors.
Les opinions dels estudiosos occidentals han anat variant sobre l'autenticitat del codi. Segons Anver M. Emon, «existeix una intensa discussió,en la literatura secundària» sobre l'autenticitat del pacte. Alguns estudiosos discrepen sobre si es podria haver originat durant el regnat d'Úmar ibn al-Khattab o si va ser «una invenció posterior associada retroactivament amb Úmar, el califa que va liderar amb èxit l'expansió imperial inicial, per tal de dotar el contracte de la dhimma amb un major pes normatiu.» A.S. Tritton suggereix «que el codi és un fabricació» perquè els conqueridors musulmans posteriors no haurien aplicat els termes d'aquest acord als tractats posteriors amb no musulmans. D'altra banda, Daniel C. Dennet creu que el codi no és «diferent de cap altre tractat negociat en aquell període i que, per tant, és raonable que el codi que ens ha arribat fins avui sigui sigui d'aquella època. En conseqüència, la versió que es conserva en la crònica d'al-Tabarí seria una versió autèntica d'aquell primer tractat.» L'historiador Abraham P. Bloch escriu que «Úmar fou un governant tolerant, i és improbable que imposés condicions humiliants als no musulmans o que infringís les seves llibertats religioses i socials. El seu nom se l'ha associat erròniament […] amb el restrictiu Codi d'Úmar.» Per contra, segons Thomas Walker Arnold, el pacte "està en harmonia amb la consideració deguda als súbdits d'una altra fe" tal com la mantindria Úmar.
Una generació posterior atribuïa a Úmar una sèrie de regulacions restrictives que obstaculitzaven per als cristians el lliure exercici de la seva religió. No obstant De Goeje i Caetani han demostrat que són inventades en una època més tardana, tot i que els teòlegs musulmans de períodes menys tolerants les acceptessin com a genuïnes.
El llibre Classical Islam: a Sourcebook of Religious Literature cita una versió del pacte conservada al Kitab al-Umm de aix-Xafií (mort en 820),la qual afirma que pot ser «un precedent del document posterior que va guanyar estatus canònic, fent-lo aplicable a molts llocs.»

## Contingut
Hi ha diverses versions diferents del pacte que difereixen tant en el seu llenguatge com en les estipulacions.
Els punts:
- El governant proporciona seguretat als creients cristians que segueixen les regles del pacte.
- Prohibició de construir noves esglésies, llocs de culte, monestirs o cel·les monacals. (Per tant, també es van prohibir construir noves sinagogues, tot i que se sap que es van construir noves sinagogues després de durant l'Imperi Romà d'Orient, però si que ho era per als cristians)
- Prohibició de reconstruir esglésies destruïdes, de dia o de nit, en el seus propis barris, o en aquells situats en barris dels musulmans.
- Prohibició de penjar una creu a les esglésies.
- Els musulmans haurien de poder entrar a les esglésies (per refugi) en qualsevol moment, tant de dia com de nit.
- Obligació a la crida de l'oració mitjançant una campana o una classe de gong (Nakos) per ser de baix volum.
- Prohibició a cristians i jueus a aixecar les seves veus en temps d'oració.
- Prohibició d'ensenyar als nens no musulmans l'Alcorà.
- Es prohibia als cristians mostrar la seva religió en públic, o veure's amb llibres o símbols cristians en públic, a les carreteres o als mercats dels musulmans.
- Prohibició de fer desfilades el Diumenge de rams i per Pasqua.
- Els funerals s'havien de dur a terme de forma silenciosa.
- Prohibició d'enterrar no-musulmans prop de morts musulmans.
- Prohibició de criar un porc prop d'un veí musulmà.
- Prohibició de vendre begudes alcohòliques als musulmans per part dels cristians.
- Prohibició de donar acolliment o refugi als espies per part dels cristians.
- Prohibició de dir una mentida sobre els musulmans.
- Obligació de mostrar deferència vers els musulmans. Si un vol seure, el no-musulmà hauria d'aixecar-se i deixar seure al musulmà en el seu lloc.
- Prohibició sobre predicar als musulmans en un intent de convertir-los de l'islam.
- Prohibició d'evitar la conversió a l'islam d'algú que es vulgui convertir.
- L'aspecte dels no musulmans ha de ser diferent al dels musulmans: prohibició d'utilitzar la qalansuwa (tipus de cúpula que s'utilitzava per vestir beduins), el turbant beduí (Amamh), les sabates de musulmans i el sash per a la cintura. Pel que fa al cap, es va prohibir pentinar-se el cabell lateralment com era el costum musulmà, i es van veure forçats a tallar-se els cabells a la part frontal del cap. També els no musulmans no imitaran el nom àrab musulmà ni adoptaran kunyes.
- Obligació d'identificar no musulmans com a tals, tallant-los els cabells i vestint sempre de la mateixa manera, a qualsevol lloc que es vagi, amb obligació de portar el zunar (una classe de cinturó) al voltant de les cintures. Els cristians portarien turbants o cinturons blaus, i els Jueus turbants o cinturons grocs. Els zoroastrians portarien turbants o cinturons negres, i els samaritans turbants o cinturons vermells.
- Prohibició de muntar animals seguint el costum musulmà, i prohibició de muntar amb una sella.
- Prohibició d'adoptar un títol d'honor musulmà.
- Prohibició de gravar inscripcions àrabs en segells de signes.
- Prohibició contra qualsevol possessió d'armes.
- Els no musulmans havien d'acollir un transeünt musulmà com a mínim 3 dies i alimentar-lo.
- Els no musulmans, se'ls hi prohibia comprar un presoner musulmà.
- Prohibició de prendre esclaus que haguessin estat assignats als musulmans.
- Prohibició de dirigir, governar, o emprar musulmans, per part dels no musulmans.
- Si un no musulmà colpeja un musulmà, la seva dhimma serà sospesa.
- Els llocs de culte dels no musulmans havien de ser més baixos que la mesquita més baixa de la ciutat.
- Les cases dels no musulmans no havien de ser més altes que les cases dels musulmans.